# 경기도축구협회
경기도축구협회(Kyeonggi Football Association)는 경기도에 위치한, 대한축구협회 산하의 축구 협회이다.
경기도에서의 우수 선수 발굴과 육성, 경기도 축구인들의 화합과, 축구에서의 공정성과 투명성 및 선수단과 심판진, 지도자들의 존중을 통한 선진 축구를 목표로 한다.

## 같이 보기
- 대한축구협회